# Anti-balaka
Cet article possède un paronyme, voir Balaka.

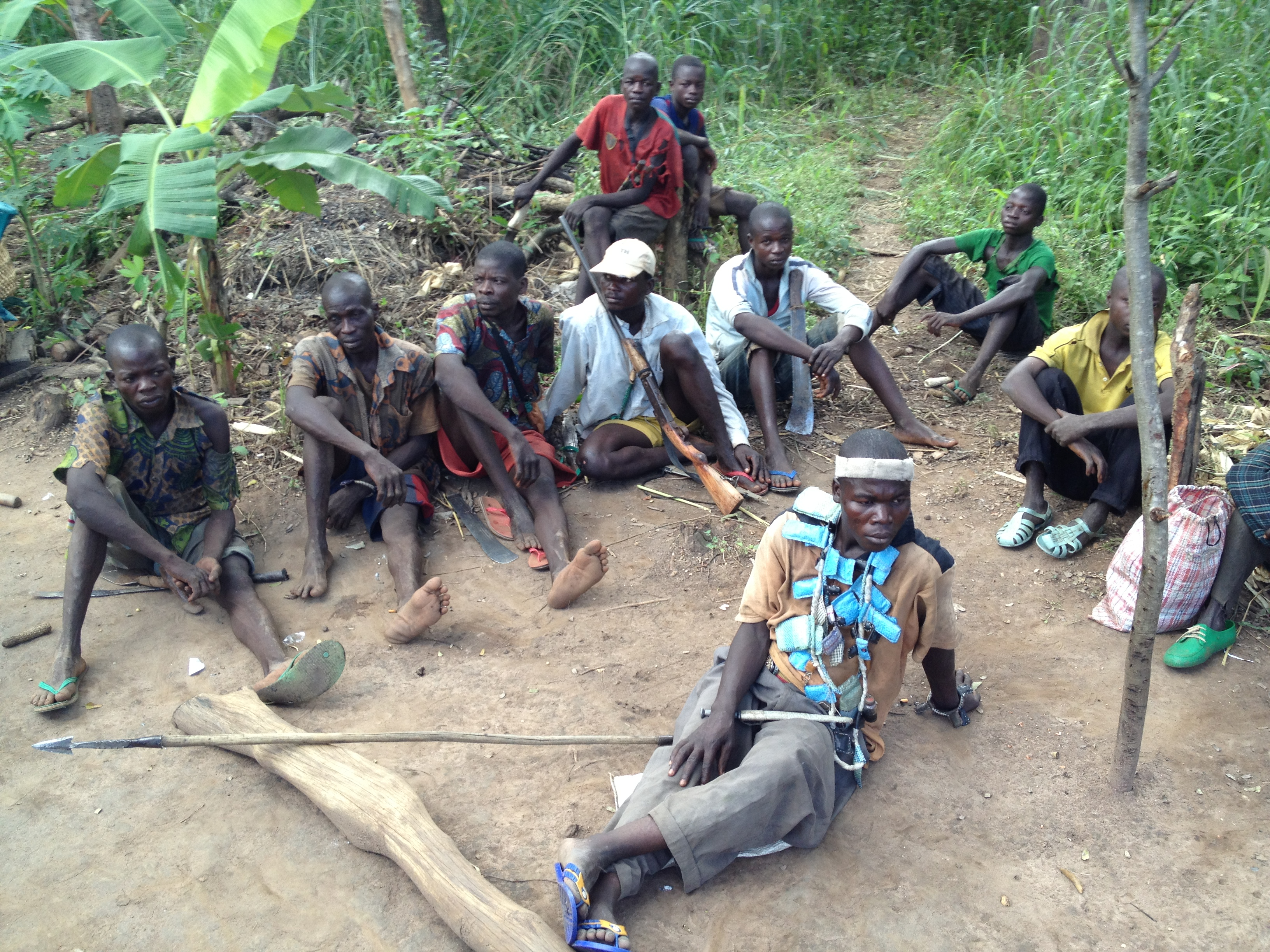
Des anti-balaka à Bossangoa, le 15 octobre 2013.

Les anti-balaka sont des milices d'auto-défense mises en place par des paysans en République centrafricaine. Elles prennent les armes en 2013 contre les Seleka lors de la troisième guerre civile centrafricaine.

## Origines

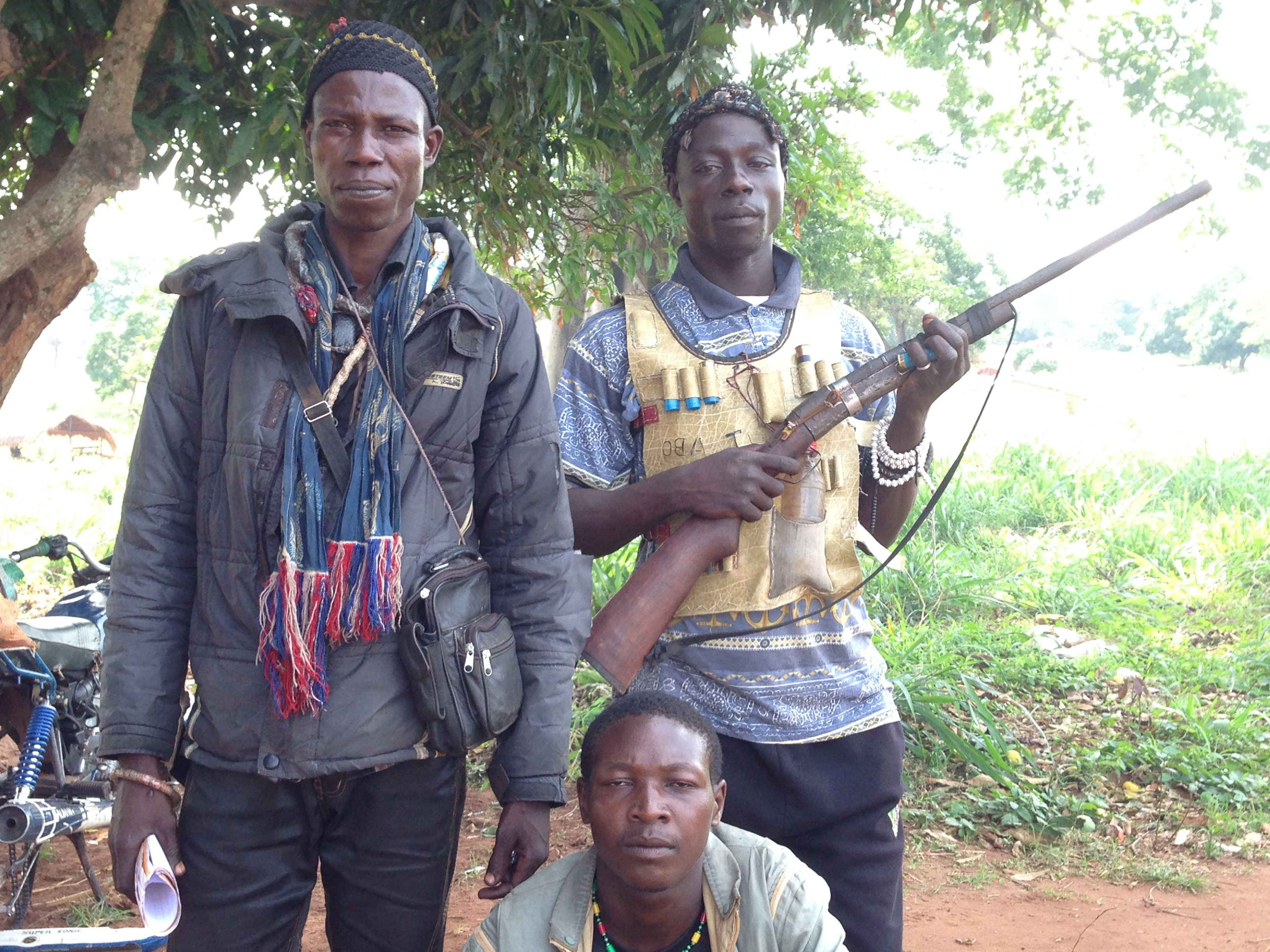
Des anti-balaka à Gbaguili, un village situé à environ 340 km de Bangui, en République Centrafricaine, le 1er avril 2014.

Les milices anti-balaka sont formées en 2009 afin de lutter contre les « zaraguinas », des bandits de grands chemins et des coupeurs de routes actifs au nord et à l'ouest de la République centrafricaine,.
Au cours de l'année 2013 émergent les anti-balaka, une constellation de milices villageoises qui se mobilisent d’habitude contre les éleveurs dont le bétail piétine leurs champs. Elles ont initialement été mobilisées par François Bozizé et ses proches, notamment des militaires de sa garde présidentielle, pour protéger la région de Bossangoa dont ils sont tous originaires, contre les exactions dela Séléka et attaquer tous ceux qui sont réputés proches de la Séléka, à savoir les « musulmans ». 
Selon une version, le terme d'anti-balaka signifierait « anti-machette », les miliciens s'affirment ainsi comme des combattants invulnérables aux machettes et aux sabres. Ces milices sont elles-mêmes essentiellement armées de machettes et d'arcs, mais "balaka" n'existe dans aucune langue de Centrafrique. Selon une autre version, privilégiée par la presse centrafricaine, le terme « anti-balaka » viendrait des colliers et des gris-gris appelés « anti-balles AK » qui protégeraient ses porteurs contre les balles des fusils AK-47. De fait, les anti-balaka sont majoritairement animistes et se distinguent par le port de nombreux gris-gris, même si nombre d'entre eux étaient également chrétiens ou musulmans à cette époque,.
En 2013, les tensions croissent entre la population musulmane et la population chrétienne de Centrafrique (principalement sédentaire) après la prise de pouvoir par la coalition de groupes rebelles appelée Seleka. À la suite des exactions commises entre les communautés et l'intervention de la Seleka en faveur des populations musulmanes, les anti-balaka se révoltent contre les exactions des rebelles. En septembre 2013, Michel Djotodia annonce la dissolution de la Seleka, mais la plupart de ses membres refusent de désarmer.
Lorsque débute la troisième guerre civile centrafricaine, le terme d'anti-balaka est étendu aux insurgés, majoritairement chrétiens et animistes, qui prennent les armes contre les Seleka, mais aussi aux partisans du président Bozizé et à d'anciens soldats des Forces armées centrafricaines hostiles au nouveau président, Michel Djotodia. Ils sont principalement d'ethnie Gbaya.
En novembre 2014, Edouard Patrice Ngaissona, coordinateur national des anti-balaka, dissout cette coordination pour fonder un parti politique, le Parti centrafricain pour l'unité et le développement (PCUD).

## Organisation
Parmi les leaders anti-balakas en 2014, on recense Patrice Edouard Ngaissona, Joachim Kokaté, Romaric Vomitiadé, Alfred Yekatom («Général Rambo») ou Rodrigue Ngaïbona («Général Andjilo»).
Bien que de nombreux représentants autoproclamés des milices anti-balaka aient été des proches de l'ancien président, le colonel Patrice Edouard Ngaïssona affirme que le mouvement ne combat pas pour le retour de François Bozizé.

## Effectifs
Début février, Patrice Edouard Ngaissona, coordinateur politique des anti-balaka, et ancien ministre de Jeunesse et des Sports de Bozizé affirme que les forces des anti-balaka sont d'environ 60 000  à   70 000 hommes, dont la moitié à Bangui. Un autre chef anti-balaka, Richard Bejouane, déclare le même mois que les milices sont fortes de 52 000 hommes, dont 12 000 à Bangui.

## Exactions
Les anti-balaka attaquent les forces de la Seleka et commettent également des massacres contre des civils musulmans, comme celui de Boali ou de Bohong,. Ils prennent également part à la bataille de Bangui le 5 décembre 2013, épaulés par des anciens membres des Forces armées centrafricaines, et à la bataille de Bossangoa.
Début février, Patrice Edouard Ngaissona appelle à cesser les violences contre les civils musulmans. Il déclare cependant que la plupart des exactions sont commises par des « faux anti-balaka. Ce sont des voleurs, des bandits qui nous imitent avec de faux gris-gris. »,. Un autre officier cependant, le capitaine Kamizoulaye, présent dans le quarier PK9, à Bangui reconnaît que de nombreux combattants anti-balaka sont indisciplinés et commettent des exactions. Selon RFI, les anti-balaka sont divisés entre modérés et extrémistes. Certains condamnent les massacres contre les civils et se déclarent prêts à être cantonnés et désarmés, estimant leurs objectifs remplis avec le départ de Djotodia et des Seleka. D'autres refusent un désarmement par la force et les plus radicaux commettent régulièrement des massacres contre les civils.
Les anti-balaka sont également responsables de nombreux viols, plusieurs groupes réduisent en esclavage des peuls musulmans.
Le 12 février 2014, Amnesty International affirme que les anti-balaka pratiquent un nettoyage ethnique contre les populations musulmanes,.